# Martha Carey Thomas
Martha Carey Thomas   (Baltimore, 2 de gener de 1857 - Filadèlfia, 2 de desembre de 1935) fou una educadora, sufragista, i segona rectora del Bryn Mawr College.

## Biografia
Carei Thomas, com preferia dir-se, era filla d'una família rica de quàquers: els seus oncles foren Robert Pearsall Smith i Hannah Whitall Smith, i els seus cosins Alys Pearsall Smith (primera esposa de Bertrand Russell) i Mary Smith Berenson Costelloe (que es casà amb Bernard Berenson).
Thomas va rebre sòlids principis feministes de la seua mare i de la seua tia Hannah Whitall Smith. Son pare, metge, no era tan feminista, però la seua filla era molt independent i secundà sa mare en totes les seues iniciatives. Malgrat els ensenyaments quàquers ortodoxos, Thomas qüestionà aquestes creences i sentia passió per la música i el teatre, tots dos prohibits als quàquers ortodoxos. Aquest qüestionament religiós li feu enfrontar-se a sa mare.
Thomas es graduà en la Universitat de Cornell al 1877. Va fer el postgrau en la Universitat Johns Hopkins, però l'abandonà perquè no li permetien assistir a classes per ser dona. Feu un postgrau en la Universitat de Leipzig, però llavors negaven els títols a les dones. A la Universitat de Zúric obtingué un doctorat en Lingüística, cum laude, el 1882, per la seua dissertació filològica Anàlisi de Sir Galvany i el Cavaller Verd. Fou la primera dona que rebé aquest tipus de doctorat en una universitat europea. Després passà un temps a París, on va assistir a conferències de Gaston Paris a la Sorbona i, a continuació, tornà a casa.
El 1884, Thomas esdevingué degana i rectora del nou Bryn Mawr College, institució d'ensenyament per a dones. Thomas fou la primera dona degana als Estats Units.
El 1885 Thomas, amb Mary Elizabeth Garrett, Mamie Gwinn, Elizabeth King i Julia Rogers, fundà l'Escola Bryn Mawr a Baltimore Maryland, per a dones, en què s'exigia un alt nivell per a entrar.
El 1894, el primer rector de la universitat es jubilà, i Thomas fou elegida per a succeir-lo. En fou presidenta fins al 1922 i degana fins al 1908.
El 1908, esdevingué la primera presidenta de la National College Women's Equal Suffragge League. També era membre destacada de la National American Woman Suffrage Association. Després del 1920 se sumà a la política del National Woman's Party. Fou una de les primeres promotores d'una esmena per la igualtat de drets a la Constitució dels Estats Units.
Thomas visqué durant anys una relació lesbiana amb Mamie Gwinn. Després de l'abandó de Gwinn al 1904, començà una altra relació amb Mary Garrett; i hi compartí habitatge al campus fins a la mort de Garrett. Garrett era una sufragista destacada i benefactora de Bryn Mawr.
Thomas va morir a Filadèlfia, Pennsilvània. Fou incinerada i escamparen les cendres al campus del Bryn Mawr College, al claustre de la Biblioteca Thomas.